# Uncinocythere xania
Uncinocythere xania är en kräftdjursart som först beskrevs av C. W. Hart och Hobbs 1961.  Uncinocythere xania ingår i släktet Uncinocythere och familjen Entocytheridae. Inga underarter finns listade i Catalogue of Life.